# 羅振峰 (籃球運動員)
羅振峰（1997年9月9日—）為前臺灣男子籃球運動員，場上位置為得分後衛。羅振峰畢業於彰德國中、青年高中、國立高雄師範大學，最初曾練過跆拳道與田徑，田徑主攻項目為短跑與跳遠，進入高中才開始接受正規籃球訓練，大學畢業後進入日商公司擔任業務督導，2021年8月在T1聯盟新人選秀會第一輪被桃園雲豹選中，2021年10月與桃園雲豹完成簽約，礙於右腳傷勢直到2022年3月才在T1聯盟初登板，2022年8月與桃園雲豹提前換約，簽下一紙2+2年總值為新臺幣1200萬元的合約。2023年10月羅振峰因曾以內線消息投注超級籃球聯賽裕隆納智捷賽事，涉入臺灣職籃假球案，因此被台啤永豐雲豹解除合約。10月28日，T1聯盟向羅振峰祭出停權處分以及永不錄用。11月21日，中華民國籃球協會召開紀律委員會，依據「中華民國籃球協會職業聯盟、球隊暨球員、職員、經紀人與經紀公司懲處辦法」決議註銷羅振峰的球員註冊。